# (1283) Komsomolia
(1283) Komsomolia – planetoida z pasa głównego asteroid okrążająca Słońce w ciągu 5 lat i 253 dni w średniej odległości 3,19 au. Została odkryta 25 września 1925 roku w Obserwatorium Simejiz na górze Koszka na Półwyspie Krymskim przez Władimira Albickiego. Nazwa planetoidy pochodzi od Komsomołu, organizacji młodzieżowej w Związku Radzieckim. Przed nadaniem nazwy planetoida nosiła oznaczenie tymczasowe (1283) 1925 SC.